# Замковое строительство в Великом княжестве Литовском
Замковое строительство в Великом княжестве Литовском — сооружение замков на территории Великого княжества Литовского. Это оборонительные объекты, представляющий собой замкнутый комплекс оборонительных, жилых и других специальных построек, выполняющие также резиденциальные и административно-общественные функции. Типологическими особенностями замка как фортификационного объекта являются замкнутость постройки и полифункциональность при доминировании военно-оборонительной функции.
С течением времени понятия «замок» менялось. В XIV—XV веках по отношению к укреплённым поместьям употреблялся также термин «двор», до XIV века по отношению к городским укреплениям использовалось славянское слово «град». На протяжении XVI века название «замок» закрепилось за древними детинцами и окрестными укреплениями, служившими для защиты жителей от неприятеля, обычно в форме «горный» (Высокий) и «дольный» (Нижний) замки. Замками также называли все виды укреплений или резиденций знатных людей. В XVIII веке термин «замок» закрепился и как название дворцовых сооружений, не выполняющих функции замка как военно-оборонительного объекта, а значит и не являющихся замками в узком понимании этого термина. Примерно в это же время по отношению к сооружениям с развитой бастионной системой укреплений, которым оборонительная функция была присуща, слово «замок» вытесняется терминами «фортеция» и «цитадель».

## Наследие Руси
Наиболее древними каменными оборонительными сооружениями на территории Великого княжества Литовского были городские укрепления Руси, такие как замковые стены конца XII века Гродно и Киева. Ещё в XIII веке в Западной Руси был сооружён целый ряд каменных башен, известных как башни «волынского типа». Такие башни существовали в Столпье, Белавине, селе Спас под Холмом, в самом Холме, Чарторийске, Гродно, Берестье, Каменце и Турове. Башни-«столпы» предназначались для кругового обстрела и были основой обороны замка, при этом они могли быть как центром концентрических замковых сооружений, так и выступать за периметр замковых стен (такую конструкцию имели оборонительные сооружения Каменца). Традиционно башни «волынского типа» называют донжонами, но согласно современным исследования типологически они наиболее близки к немецким башням бергфридам, которые также не выполняли функцию постоянного жилья.

## Этап деревянных замков в ВКЛ
Большинство замков в Великом княжестве Литовском были деревянными и до нашего времени не сохранились. Представление о них можно составить по сохранившимся описям имущества (инвентарям) и небольшому количеству старинных иллюстраций. На территории современной Литвы в XI — начале XV веков исследователями выделяется этап деревянных замков, аналогичных понятию «поздние городища». Такие замки были небольшими по размеру, число их защитников редко превышало сотню человек, а строились они в течение одного года. Большинство деревянных замков в Литве было построено в годы активной борьбы с Тевтонским орденом, то есть в XIII—XIV веках. Среди них наиболее известны: в Жемайтии — Импилтис, Велёна, Бисене и Медвегалис, в Аукштайтии — Кернаве, Пуня и Мереч.
В XIV веке стало ясно, что деревянные замки являются недостаточно укреплёнными для защиты от крестоносцев. С этого времени в Великом княжестве Литовском начинается активное строительство каменных замков.

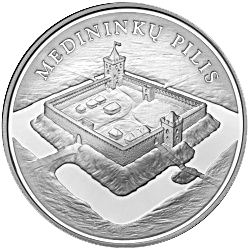
Реконструкция Медницкого замка на литовской монете 50 лит, 2007

## Замки-кастели
Одной из особенностей замкового строительства в Великом княжестве Литовском является сооружение замков-кастелей. Кастель представляет собой замок регулярной формы с оборонительными стенами, элементами которого могут быть стены, фланкирующие башни и жилые постройки по периметру стен. На территории Государства Тевтонского ордена строились так называемые штауфенские кастели, имевшие лишь слегка выступающие за периметр стен башни. Фланкирующие башни в немецких кастелях сначала были весьма редки, в то время как для кастелей французского типа, распространённого во Франции, Англии и соседних регионах, полукруглые или круглые фланкирующие башни были обязательными.

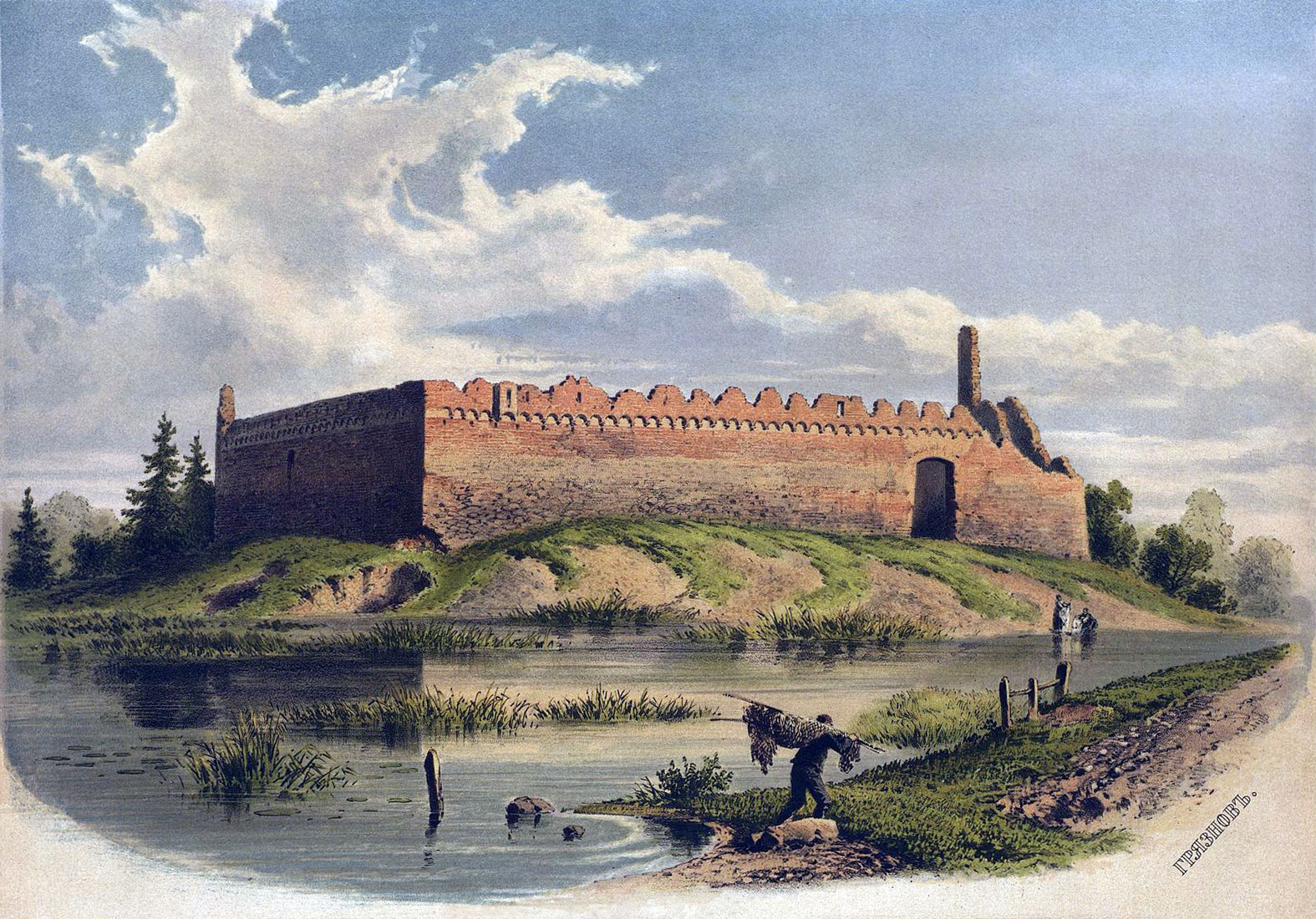
Руины Лидского замка, вторая половина XIX века

Замки подобного типа, вероятно, строились при участии немецких мастеров, приглашённых в Литву великим князем Гедимином в 1323 году. В Великом княжестве Литовском известны 4 замка-кастеля — Ковенский, Кревский, Лидский и Медницкий. В литовской историографии строительство Ковенского замка относят к концу XIII века, Медницкого — концу XIII — началу XIV веков, Лидского — первой четверти XIV века, Кревского — первой половине XIV века. В белорусской иначе: строительство Лидского замка относят к 1330-м годам, Кревского — к концу XIII — началу XIV веков. В письменных источниках первые сведения о кастелях на территории Великого княжества Литовского относятся ко второй половине XIV века. Так, в «Хронике земли Прусской» Виганда фон Марбурга под 1361 годом упоминается о разведывании крестоносцами местности около Ковенского замка.
На основании того, что литовские кастели имели несколько больший периметр стен, чем немецкие аналоги, предполагается, что они служили не только для размещения гарнизона, но и для защиты местного населения. Результаты археологических исследований замков позволяют установить, что мастерство их строителей было отнюдь не на высоте. В отличие от Западной Европы, в Великом княжестве Литовском кастели практически не перестраивались и сохранились в более близком к первоначальному виде. Так, Кревский и Лидский замки дошли до нас практически в том виде, который они имели после того, как в конце XIV — начале XV века к ним пристроили ещё по одной башне.

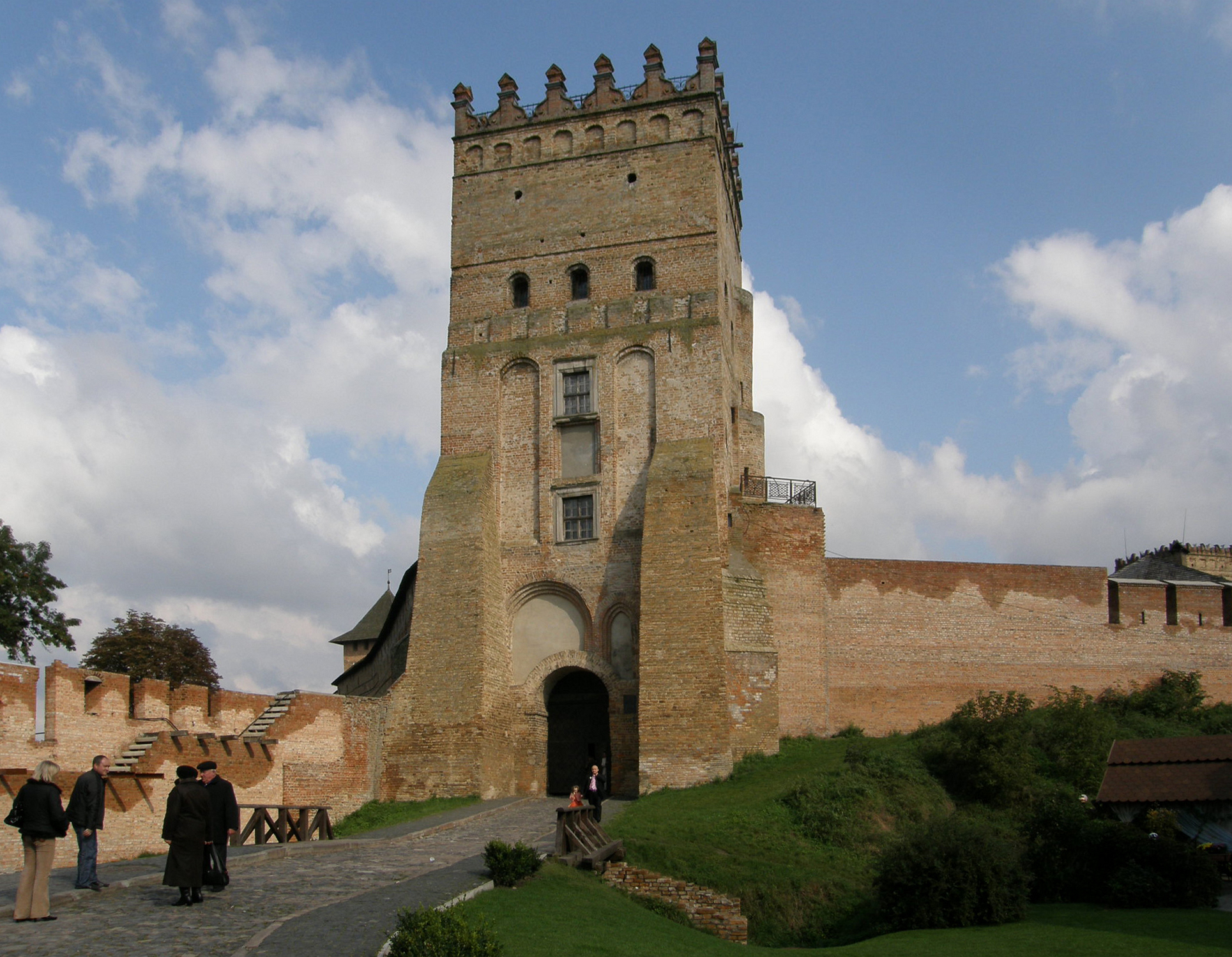
Главная башня Верхнего луцкого замка, современное состояние

## Замки на Волыни и Подолье
Строительство каменных оборонительных сооружений не ограничивалось кастелями. Согласно описи Верхнего и Нижнего Луцких замков 1545 года, они были построены в 1380—1384 годах при волынском князе Любарте. Некоторые исследователи полагают, что башни и стены Нижнего замка были построены при Любарте, а Верхнего — позже, в конце XIV — начале XV веков. Луцкие замки имеют гораздо более сложную конструкцию, нежели кастели. Их строительство было грандиозным начинанием, в котором участвовали местные волынские мастера.
Целый ряд каменных оборонительных сооружений был построен на Подолье Кориатовичами — потомками сына Гедимина Кориата. К ним относятся крупные замки в Каменце-Подольском и Мукачево (замок Паланок).

## Замки нерегулярного типа
На протяжении первой половины XIV века сформировалась также система каменных Верхнего и Нижнего виленских замков, служивших резиденцией великих князей литовских. Кроме того, в Вильне существовал и деревянный Кривой замок, сожжённый крестоносцами в 1390 году, во время гражданской войны в Великом княжестве Литовском 1389—1392 годов.
Во второй четверти XIV века активное строительство велось в Витебске. Вероятно, в 1330-х годах были закончены каменные укрепления Верхнего замка, а в 1351 году — Нижнего, который охватывал посад. Витебские замки выполняли функции общегосударственных укреплений, в Верхнем замке находились «палаты», в том числе дворец тогда ещё витебского князя Ольгерда.
Тенденция строительства каменных городских укреплений нерегулярного типа с использованием потенциала детинцев более раннего времени была продолжена при строительстве каменных укреплений Гродно. В конце XIV — начале XV века Витовтом на месте древнего детинца было начато строительство пятибашенного готического Старого замка. Замки нерегулярного типа отличались тем, что практически полностью повторяли топографические особенности местности, на которой были возведены. Для таких замков характерны развитая система оборонительных сооружений и сложная композиция. К ним относят Трокский Полуостровной замок (строился во второй половине XIV — начале XV века), замок в Новогрудке (конец XIV—XVI века), Мядельский замок (XV—XVI века), а также Кременецкий замок на Волыни (вторая половина XIII—XVI века). Исключением является регулярный замок, построенный в конце XIV века в Орше кёнигсбергским мастером не на основе древнего детинца, а на площадке за рвом.

## Замки-конвентхаусы

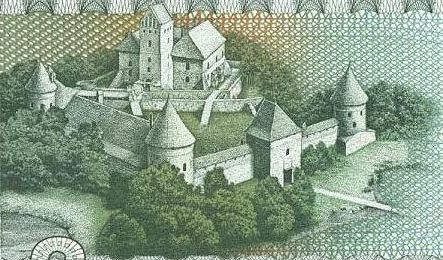
Реконструкция Трокского островного замка на литовской банкноте 2 лита, 1993

В начале XV века в Великом княжестве Литовском начинается строительство замков по типу конвентхаусов (от нем. Konventhaus — дом конвента). Конвентхаус представляет собой замок-кастель регулярной формы с комплексом жилых, церковных и хозяйственных построек, сгруппированных вокруг небольшого внутреннего двора и имеющих оборонительные приспособления по внешнему периметру.
Причина появления подобного сооружения состоит в своеобразии нужд Тевтонского ордена как монашеской и военной организации одновременно. Большинство конвентхаусов имели часовню, капитель (главный зал), рефекториум (столовую), дормиториум (спальную комнату), бергфрид (башню), наружные башни и боевую галерею по внешнему периметру стен, а также цивингер (невысокую стену на определённом расстоянии от главной стены), форбург (оборонительное сооружение перед замком) и так называемый данскер (туалет, вынесенный за периметр стен, к которому вела специальная галерея). Первым сооружением по типу конвентхауза в Великом княжестве Литовском была любимая резиденция Витовта — построенный в начале XV века Трокский островной замок.

## Частновладельческие резиденции

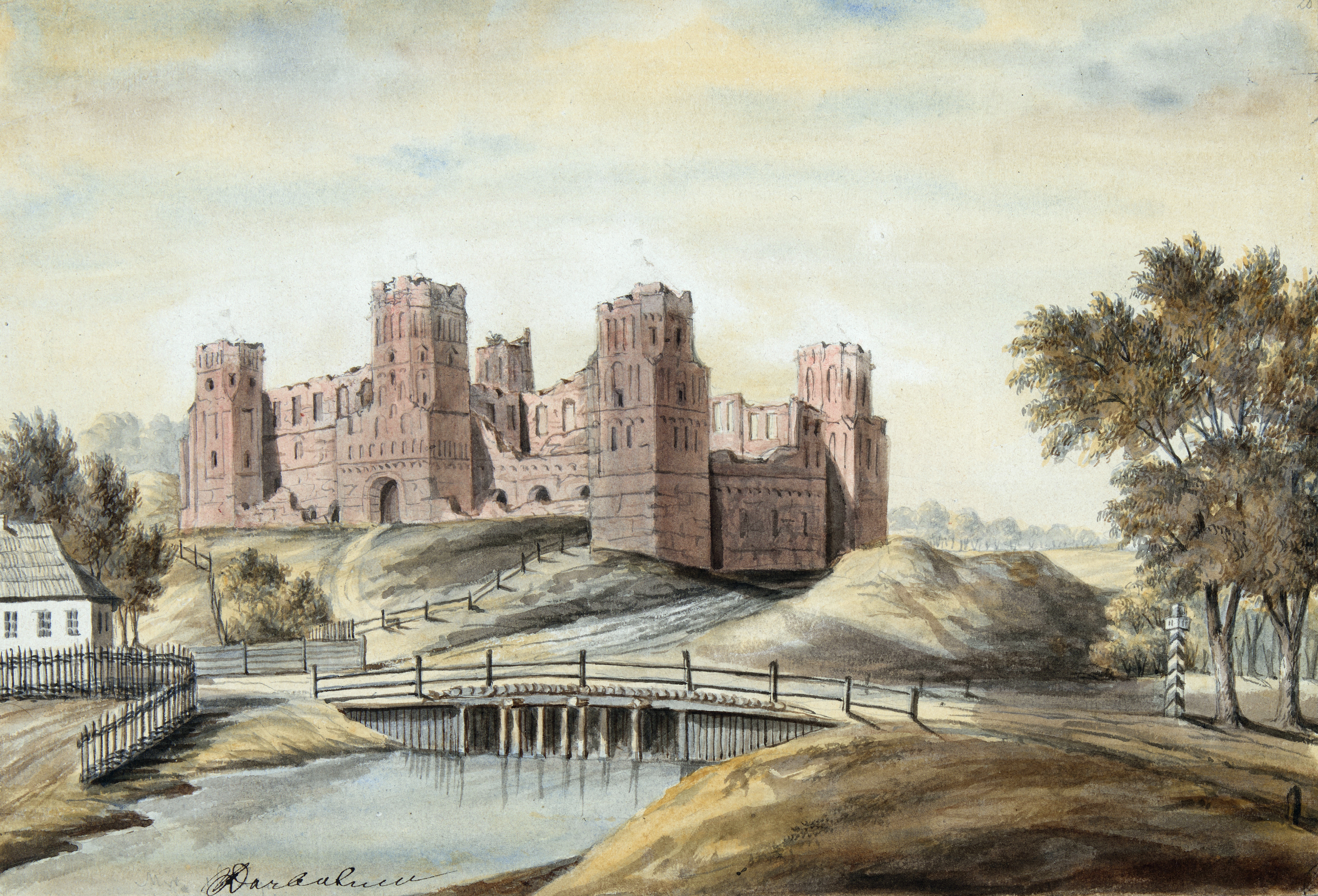
Мирский замок. Акварель Наполеона Орды, XIX век

Изменение внутренней ситуации в государстве привело к тому, что большинство оборонительных сооружений начинает воздвигаться не центральной властью, а магнатами в качестве укреплённых резиденций. Таким был донжон Острожского замка, построенный в последней четверти XIV века. В XV веке Острожские построили замок в Дубне, в последней четверти XV века Чарторыйскими был построен Клеванский замок, а Збаражские восстановили замок в своём родовом имении.
Расцвет частного замкового строительства начался в конце XV века — в то время, когда новая магнатерия смогла укрепить своё социально-экономическое положение. Такие замки были преимущественно регулярной формы, четырёхугольные в плане, с искусственными, а не природными дополнительными укреплениями. Среди подобных частных замков наиболее известны Геранёнский замок Гаштольдов и Мирский Радзивиллов. Построенный в конце XV — начале XVI века Геранёнский замок являет собой пример отхода от влияния готики и постепенного перехода к ренессансной манере замкостроительства с земляными бастионами и куртинами. После пресечения рода Ильиничей в 1568 году и перехода построенного в первой половине века Мирского замка к Радзивиллам в нём возобладали ренессансные черты. К частным замкам нерегулярного типа относится Иказненский замок Сапег, сооружённый в начале XVI века и имевший смешанные деревянно-каменные укрепления, план которых подчинён естественному рельефу местности.

## Продолжение и упадок деревянно-земляного замкостроительсва
Деревянно-земляные замки сохранялись преимущественно в великокняжеских городах. Среди них Верхний замок в Полоцке, замки в Минске, Берестье, Мстиславе и других городах. В 1542 году под руководством городничего Ивана Служки был возведён пятнадцатибашенный деревянный Киевский замок — один из крупнейших в Великом княжестве Литовском. В 1544 году построен шестибашенный и в «две стены» Житомирский замок. Деревянные замки выполняли функции административного центра, в воеводских городах в них находилась резиденция воеводы. С 1582 года в Минском замке происходили каденции Литовского Трибунала.
Замки, находящиеся в городах, перешедших в собственность магнатов, оставались структурной частью города и в специальной литературе рассматриваются в контексте городских укреплений. К таким замкам относятся, например, Клецкий замок, в 1588 году перешедший в собственность Радзивиллов. В первой половине XVI века из-за продолжавшихся набегов крымских татар на протяжении от Восточного Подолья до Днепра началось возведение деревянных замков. К ним относится, например, построенный в 1549 году Черкасский замок.

## Внедрение бастионной системы укреплений

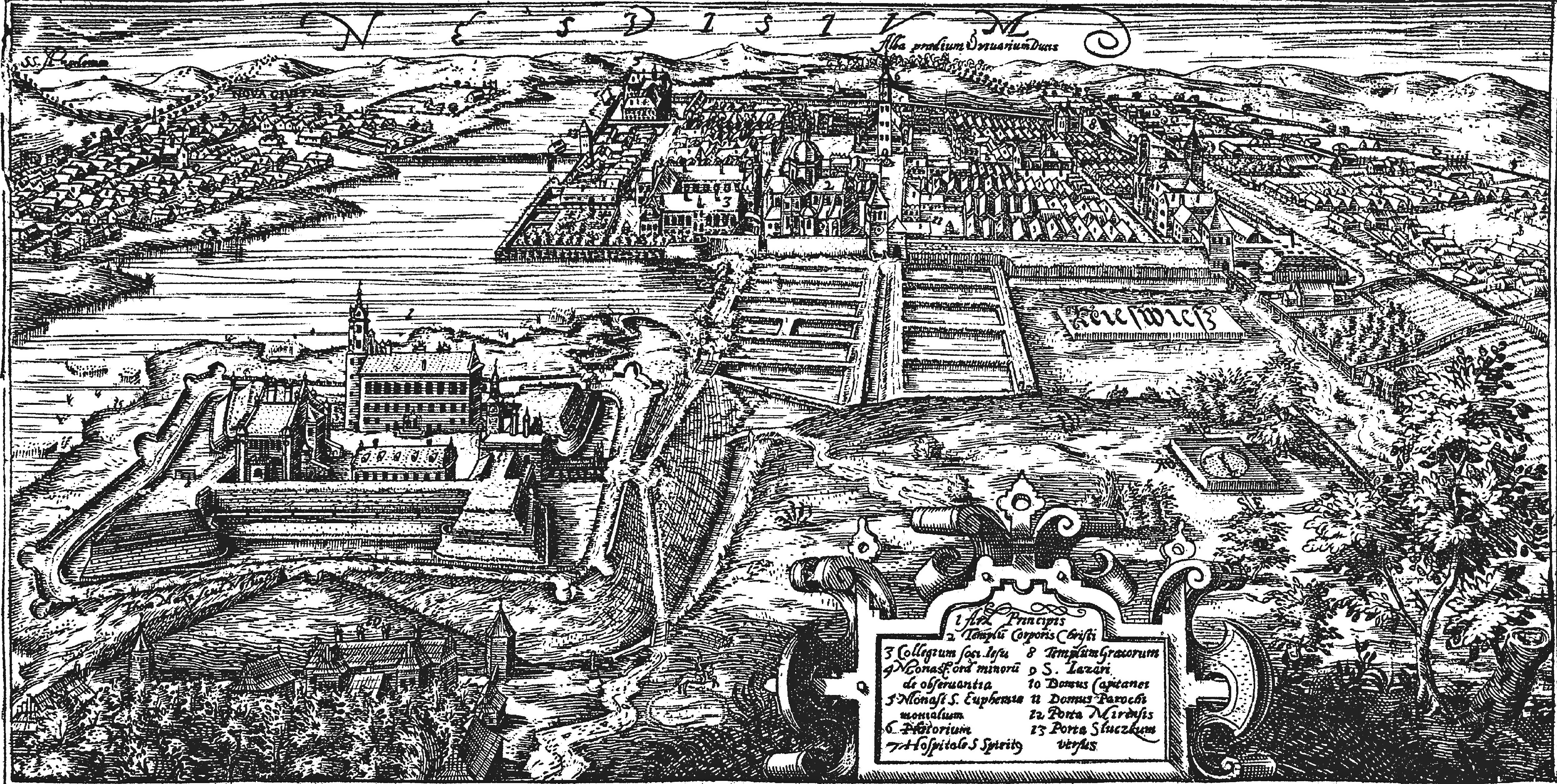
Несвижский замок, гравюра XVII века

Быстрое развитие артиллерии делало целиком каменные замки малоэффективными как центры обороны, что способствовало возвращению целесообразности строительства земляных укреплений, подвергшихся, однако, глубокому переосмыслению. С середины XVI века в Великом княжестве Литовском начинается строительство замков с бастионной системой укреплений.

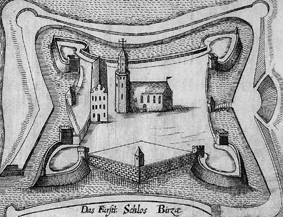
Биржанский замок, гравюра XVII века

В середине столетия был построен бастионный Заславский замок, в конце XVI века Ян Ходкевич строит замок в Ляховичах, в 1580-х годах Радзивиллами строятся Несвижский и Биржанский замки, имевшие высокие оборонные качества. Первоначально, согласно староитальянской системе, внешние стены бастионов обкладывались камнем или изредка глиной, но по мере развития фортификации от такой идеи отказались. Наиболее правдоподобно, что облицовывание камнем было затратно, а особой практической пользы в связи с развитием артиллерии не имело, к тому же каменные осколки зачастую ранили самих защитников. В XVII веке бастионы стали возводить около замков, которые ранее их не имели. Например, в начале века около Мирского замка были построены бастионы и куртины по голландской системе из глины и песка. Бастионами обычно прикрывались дворцы, роль которых в новых условиях увеличилась.

## Трансформация замков в дворцово-замковые комплексы
Во второй половине XVI — начале XVII веков завершился процесс превращения замков в дворцово-замковые комплексы. В первую очередь это проявилось в том, что оборонительные сооружения были отнесены от жилых зданий. Основной функцией внутризамковых построек стало обеспечение комфорта. Рациональное использование материалов сменилось переходом на дорогие кирпич и обработанный камень, что также проявилось и в оформлении интерьеров. Наиболее ярким примером подобного рода сооружений является Гольшанский замок, построенный в первой половине XVII века. Практиковалась и перестройка более ранних замков на новый лад, как это было сделано в Гродно, замок которого был перестроен под резиденцию Стефана Батория. При этом строились замки и без бастионов, но в этом случае для обороны приспосабливались топографические особенности или возводились отдельные небольшие сооружения (Любчанский, Понеманский и Смолянский замки).

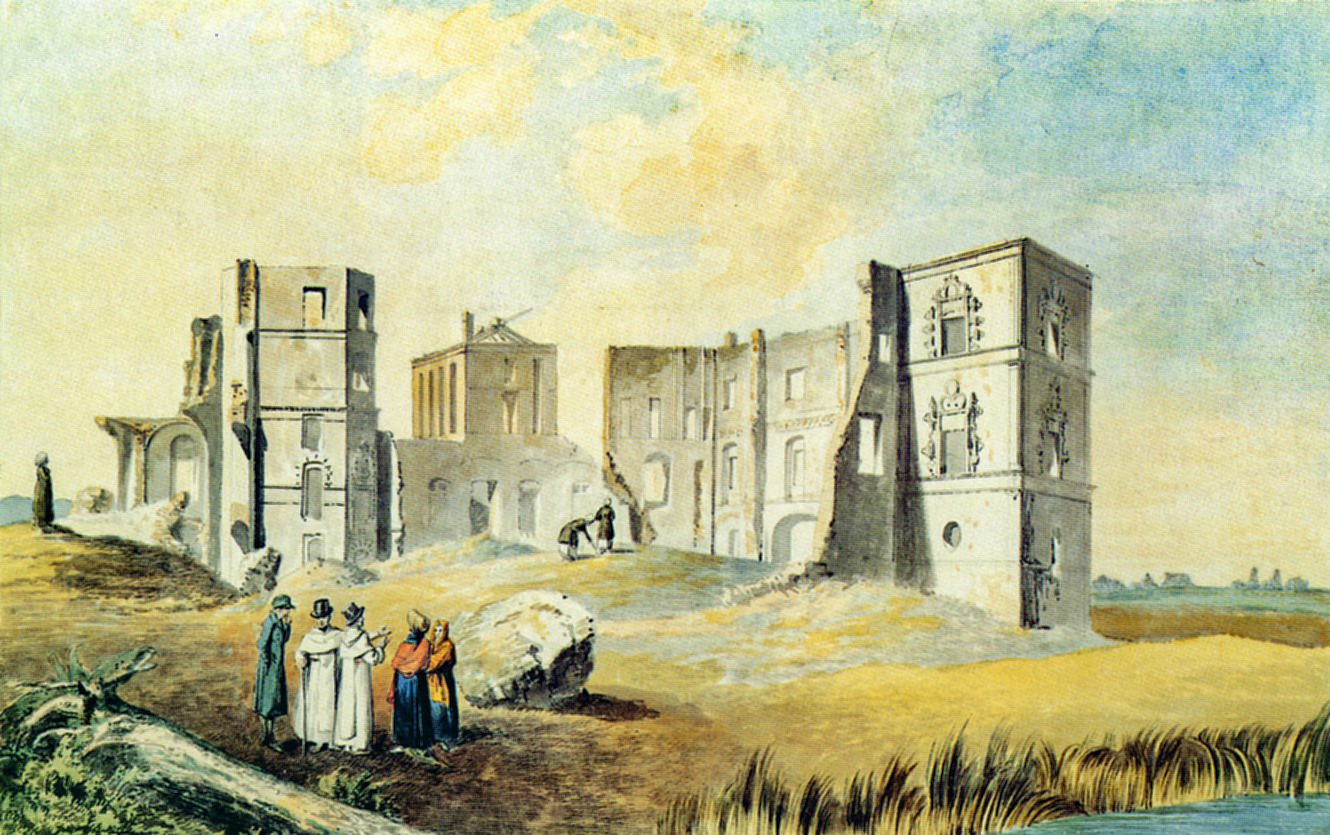
Руины Смолянского замка. Акварель Юзефа Пешки, конец XIX века

Несколько особняком от общей типологии стоит дом-замок в Гайтюнишках, построенный в 1613 году. Такой тип сооружений не получил развития, гораздо более типично для сельской местности было строительство ренессансных замков с существенно сниженными оборонительными показателями. К сельским замкам ренессансного типа с достаточно слабой системой обороны относится Ровданский замок конца XVI века.
Во второй половине XVII — первой половине XVIII веков замковые укрепления обычно не модернизировались, а лишь поддерживались в прежнем состоянии. Таким образом, в связи со сменой социальной роли замка, а также развитием фортификационной науки, XVIII век является верхней хронологической границей замкового строительства в Великом княжестве Литовском.